# جلال بابان
جلال بابان وهو سياسي عراقي شغل منصب وزير الدفاع في فترة 20 آذار/مارس 1933 إلى 28 تشرين الأول/أكتوبر 1933.
كما شغل منصب متصرف لواء كربلاء عام 1930 لمدة سنة واحدة.
وشغل منصب وزير المواصلات والأشغال عام 1948.
كما شغل منصب عضو في مجلس الإعمار للفترة منذ عام 1950 حتى عام 1958 عندما قامت ثورة 14 تموز التي أطاحت بالنظام الملكي في العراق، فغادر إلى لبنان ليستقر فيها حتى وفاته عام 1970.
توفي جلال بابان في بيروت، في محلة رأس بيروت في 23 تشريـن الأول 1970. وقد أوصى بدفنه بجوار ابن عمه جمال بابان، فدفن في المقبرة الإسلامية في بيروت بناءً على وصيته، وأقيم له مجلس للفاتحة في دار السيد توفيق الكيلاني - زوج ابنته إلهام - في منطقة الكرادة سبع قصور، كما أقيم له قبر رمزي في المقبرة الإسلامية في بغداد في جانب الكرخ من قبل عميد الاسرة البابانية السابق نجيب جميل بابان.